# ミール・ジャアファル
ミール・ジャアファル（Mir Ja'afar, 1691年 - 1765年2月5日）は、東インドのベンガル太守（在位：1757年 - 1760年、1763年 - 1765年）。ハーシム・ウッダウラ（Hashim ud-Daula）とも呼ばれる。

## 生涯

### 前半生と軍総司令官就任
1691年、ジャアファル・アリー・ハーンことミール・ジャアファルは帝都デリーで生まれた。父はサイイド・アフマド・ナジャフィーという人物であった。
1727年、のちにベンガル太守となるアリーヴァルディー・ハーンの異母妹を妻とし、その義兄弟となった。
1740年、アリーヴァルディー・ハーンが太守位を簒奪すると、1741年にミール・ジャアファルはその軍司令官の一人となった。時を同じくして、マラーターの軍勢がベンガル太守の領土に毎年のように襲撃をかけてくるようになったが、ミール・ジャアファルはこれに対応し、1748年からは軍総司令官となった。

### ベンガル太守位をめぐる内紛とイギリスとの密約
1756年4月、アリーヴァルディー・ハーンが死亡すると、孫のシラージュ・ウッダウラが太守位を継承したが、その継承をめぐって対立が生じた。ミール・ジャアファルはシラージュ・ウッダウラに一応味方していたが、アリーヴァルディー・ハーンの異母妹を妻にしていたことから、内心は自分がベンガル太守になろうと画策していた。
同年6月、シラージュ・ウッダウラはイギリスが自身の要求を無視したことを理由に、カルカッタを攻めてウィリアム要塞を包囲した。この際、フランスはシラージュ・ウッダウラを支持し、イギリスからのカルカッタの救援を拒否した。
さらに、同年10月半ば、シラージュ・ウッダウラは勢いに乗じ，従兄弟シャウカト・ジャングの軍を戦闘で破り殺害した。シャウカト・ジャングを戦闘で殺害したのはミール・ジャアファルであった。
シラージュ・ウッダウラは一連の勝利でその威信を高めたが、従来にも増してさらに傲慢になり、宮廷ではその打倒の陰謀が企てられた。彼らはシラージュ・ウッダウラからミール・ジャアファルへと太守を代えるため、イギリスと結んで計画を進めたが、その中にはシラージュ・ウッダウラに冷遇されたヒンドゥーの高官や人前で侮辱された貴族らがいた。
同年12月半ば、イギリスの軍司令官ロバート・クライヴは歩兵150人、砲兵100人、インド人傭兵1200人を率いてマドラスから到着し、カルカッタへと進軍した。1757年1月2日に彼はカルカッタを奪還し、シラージュ・ウッダウラに対して宣戦を布告した。その後、フーグリーにあるオランダ人居留地を攻撃し、これを攻略した。まもなく、シラージュ・ウッダウラもフーグリーへ到着し、イギリスに事業再開の許可を与える意向を示した。
同年2月、シラージュ・ウッダウラはイギリスとフーグリーで和平交渉を始めたが決着がつかず、クライヴは和平交渉継続の印象を残し宿舎に帰った。だが、クライヴはベンガル軍に対し夜襲をかけ、不意を突かれたシラージュ・ウッダウラの軍勢は大混乱ののち四散した。このとき、イギリスと内通していたミール・ジャアファルら側近がシラージュ・ウッダウラに対して講和を強く勧め、彼は休戦協定に調印した。

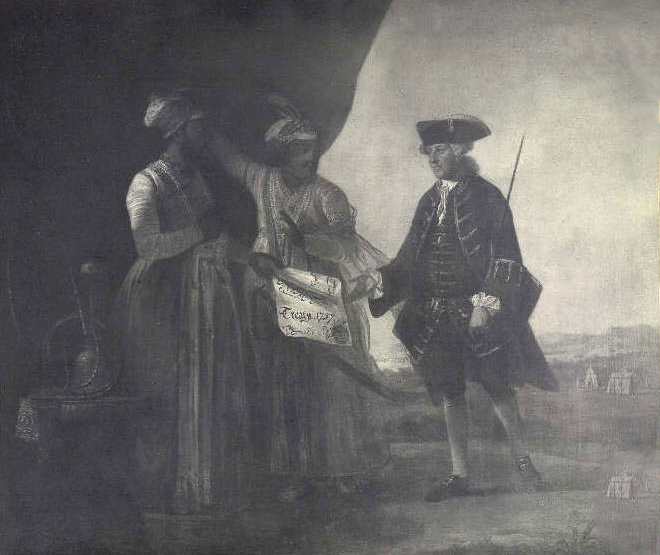
イギリスと条約を結ぶミール・ジャアファル

同年3月、イギリスはフランスのベンガルにおける拠点シャンデルナゴルに対し猛攻を加え、耐え切れなくなったフランス軍は降伏し、フランスはベンガルにおける重要な拠点を失った。シラージュ・ウッダウラはフランス敗北の報を聞くとイギリスに祝意を述べたが、彼のもとに逃亡したフランス人は保護し、イギリスの引き渡し要求に応じなかった。
イギリスはインドにおけるフランスとの対立が明確になったため、ミール・ジャアファルと内通し続け、6月4日にシラージュ・ウッダウラへの非協力を条件にベンガル太守の位を約束する条約を秘密裏に結んだ。その条約では、シラージュ・ウッダウラのカルカッタ攻撃で被った損害の賠償として1000万ルピーの支払い、カルカッタの南カールピーまでの地がイギリスのザミーンダーリーに置かれ、他のザミーンダールと同様の方法でその租税を太守に納入することなどが定められた。
シラージュ・ウッダウラは自身に対する陰謀に不安になり、ミール・ジャアファルを呼んだが応じなかったため、みずからその邸宅へ懸念を伝えるために向かった。ミール・ジャアファルはにいかなる敵対行為にも加担しないと約束したため、彼とともにイギリスを迎撃するためにカルカッタ付近のプラッシーへと向かった。

### プラッシーの戦いとミール・ジャアファルの裏切り

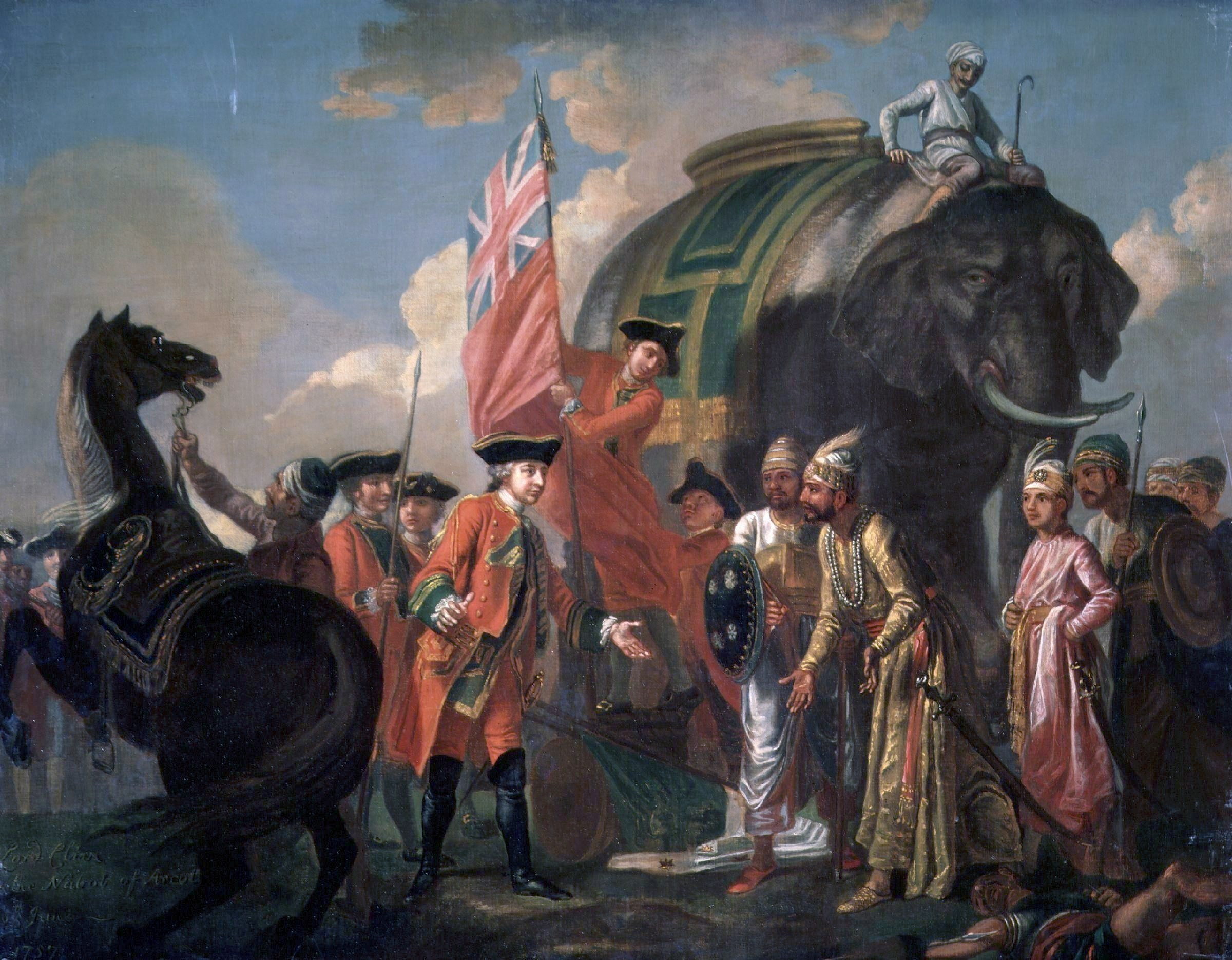
プラッシーの戦いののち、ロバート・クライヴと面会するミール・ジャアファル

1757年6月、 6月23日朝、先手を打ったクライヴは、プラッシー村に野営していたベンガル軍に攻撃を加え、ベンガル軍もすぐにこれに応戦し戦闘が始まった（プラッシーの戦い）。
ベンガル軍62,000人は、シラージュ・ウッダウラの武将モーハン・ラールとミール・マダン率いる歩兵5,000人と騎兵7,000人、太守の叔父ミール・ジャアファル率いる歩兵35,000と騎兵15,000人であり、あとはフランスの援助である少数の砲兵隊であった。一方、イギリス軍の構成は、ヨーロッパ人兵800名とインド人傭兵2300人と、太守軍に対し極めて少数だった。
このように、ベンガル軍のほうがイギリス軍より圧倒的有利であったが、歩兵35,000と騎兵15,000を率いてベンガル軍に味方していたミール・ジャアファルはイギリスとの秘密協定により軍を動かさず、ベンガル軍の主力50,000人は傍観するだけで戦闘に参加しなかった。
つまり、ベンガル軍の4分の3近くは戦闘に参加していなかったことになるが、シラージュ・ウッダウラは戦いに参加しないのはミール・ジャアファルの作戦だと思い込み、全く疑おうとしなかった。
その後、ベンガル軍の敗色が濃厚となると、シラージュ・ウッダウラは気落ちして、ミール・ジャアファルに助言を求めた。ミール・ジャアファルは手にコーランをのせてシラージュ・ウッダウラに忠誠を誓い、「明日自分がイギリス軍への総攻撃をかけるので、今日はもう日も暮れているから戦闘をやめましょう」と言った。
だが、モーハン・ラールは「今の状況で戦闘を停止すれば味方の軍は今日の戦闘に敗れたと誤解し、夜半に乗じて四散してしまいます」と反対した。にもかかわらず、シラージュ・ウッダウラはミール・ジャアファルを完全に信頼しきっており、全軍に戦闘停止を命じた。
しばらくすると、モーハン・ラールの心配した通り、ベンガル軍に動揺が広がった。逃げ出す兵が続出し壊走に近い状態となり、シラージュ・ウッダウラもあせりはじめ、首都ムルシダーバードへ逃げ出した。一方、戦闘停止を提案したミール・ジャアファルは公然とイギリス軍に合流し、クライヴに勝利の祝意を伝えたのち、ムルシダーバードへと向かった。今でもなお、ミール・ジャアファルの名は、インドでは「裏切り者」の代名詞である
7月4日、ベンガル太守シラージュ・ウッダウラは逃げきれずにミール・ジャアファルの息子ミール・ミーラーンに捕えられ、その命令により殺害され、その遺体は首都ムルシダーバードへと運ばれた。

### イギリスとの関係悪化

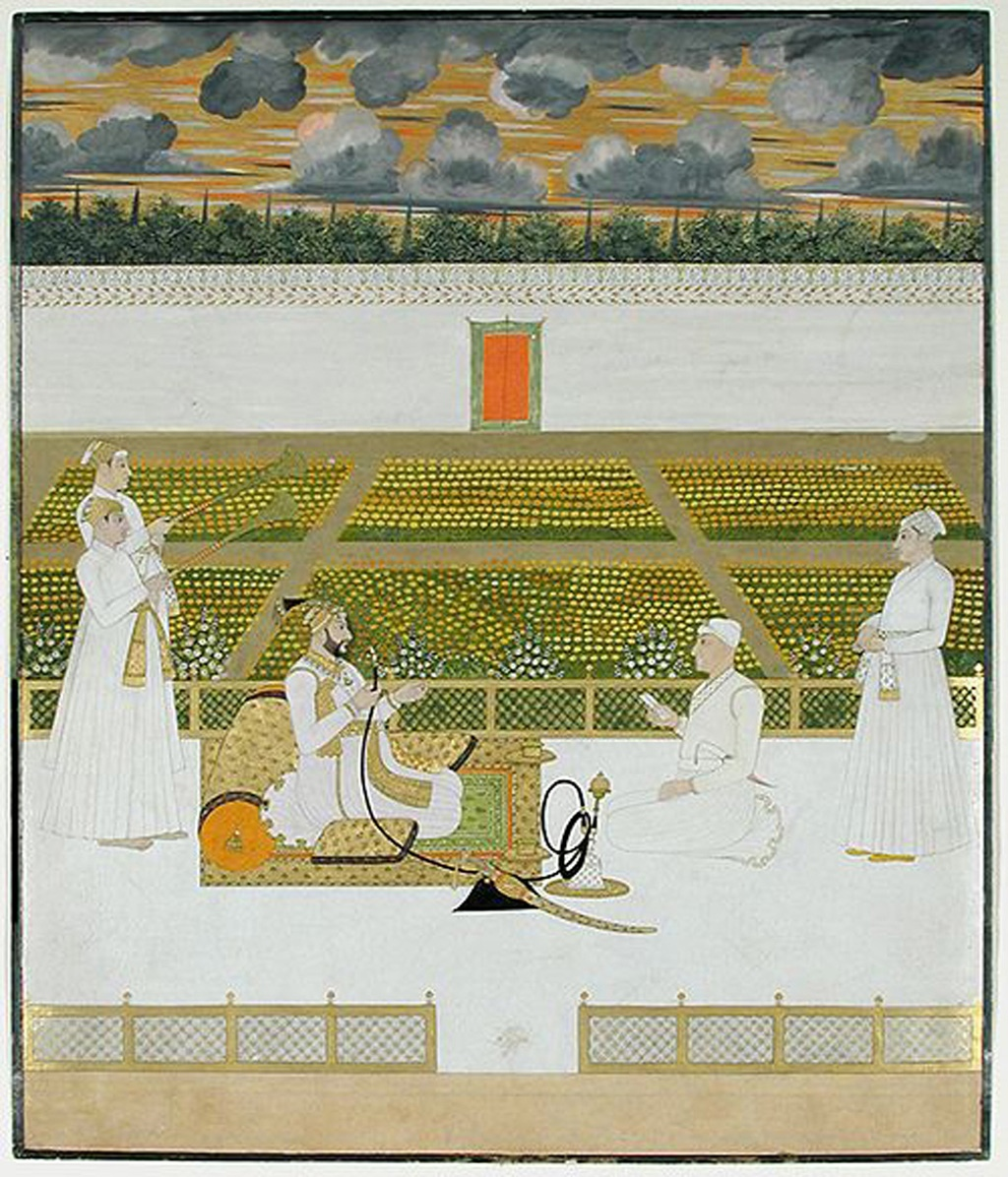
ミール・ジャアファルと廷臣

1757年6月29日、ミール・ジャアファルは首都ムルシダーバードで新たなベンガル太守となった。一方、ベンガル知事に任命されたクライヴはミール・ジャアファルから毎年30000ポンドの謝礼を受けたが、のちにこれは彼が本国に帰国したとき不正蓄財として裁判で争われることとなり、その破滅にもつながった。
ミール・ジャアファルがベンガル太守に就任すると同時に、イギリスの間に結ばれた事前の秘密裏に結ばれた条約が発効した。先述したように、その条約では彼をベンガル太守とする代償として、イギリス東インド会社に約束されていた地域のザミーンダーリーを与えるほか、先の賠償金を含めた高額の支払いを約束していた。ザミーンダーリーに関しては、イギリスにカルカッタの一郡を含む24郡のザミーンダーリーを授与した。これらのザミーンダーリーは年額22万ルピーの収入が見込め、太守に納入する額は2万ルピーであり、イギリス側にとっては極めて有利だった。
だが、高額の賠償金支払いに関してはミール・ジャアファルがあてにしていたムルシダーバードの金庫は前太守シラージュ・ウッダウラが使い果たしており、その支払いの履行は厳しかった。結局、ミール・ジャアファルはイギリスに半分は支払ったものの、残り半分は年3回の分割払いとすることにし、クライヴもこれを了承した。また、イギリスにベンガル、ビハール、オリッサにおける自由交易権を与え、私貿易での関税を無税にした。
結局、ミール・ジャアファルは会社に2250万ルピー、会社役員には580万ルピーを金を支払ったが、これらはほとんど農民から集めた税金だった。また、ミール・ジャアファルは彼を利用できるだけ利用しようと考えていた会社役員から贈り物や賄賂を請求され、ベンガルの国庫は空になってしまった。クライヴ曰く合計3000万ルピー以上に上る金がミール・ジャアファルから支払われたという。
そのため、ミール・ジャアファルはザミーンダールからは反抗を受けることとなり、一部はイギリスに保護を求め、彼は手出しできないでいるありさまだった。また、クライヴはミール・ジャアファルから嫌疑を受けたヒンドゥーの高官を保護し、宮廷内に親イギリス派の派閥を形成した。
そのため、やりきれなくなったミール・ジャアファルは酒やハーレム浸りとなり、遂には麻薬にまで手を出すようになった。このベンガルの状況に対し、1759年にはムガル帝国の皇子アリー・ガウハールがビハールに攻め込み、1760年にはマラーターがオリッサに侵攻してきたが、ミール・ジャアファルの要請で出動したイギリス軍によってそれぞれ撃退された。また、プールニヤーのハーディム・フサインが反乱を起こしたが、これもイギリスによって鎮圧された。
1760年2月、クライヴが帰国したのち新たにベンガル知事となったヘンリー・ヴァンシタートは、ミール・ジャアファルに巨額の支払いを続ける代わりにチッタゴンの収祖権をイギリス東インド会社に授与よう提案したが、彼は同意しなかった。そこで、ヴァンシタートは新たな太守の擁立を企て、太守位を欲していたミール・ジャアファルの娘婿ミール・カーシムと秘密条約（協定）を結んだ。その条約では、ミール・ジャアファルを名目的な太守に追いやり、ミール・カーシムが副太守として実権を握ること、またチッタゴン、ミドナープル、バルダマーンの収祖権を与えることが約された。
その後、3月にヴァンシタートは首都ムルシダーバードの宮殿にいたミール・ジャアファルに秘密協定を受け入れるように迫ったが、彼は頑として受け入れようとしなかった。ヴァンシタートはミール・カーシムを連れ交渉に再び赴いたが、交渉が行われている間に軍が反乱を起こしたため、ミール・ジャアファルは退位を決意した。その代り、ミール・カーシムには毎月15,000ルピーを年金として支払うことを約束させた。

### 太守位への復位と死

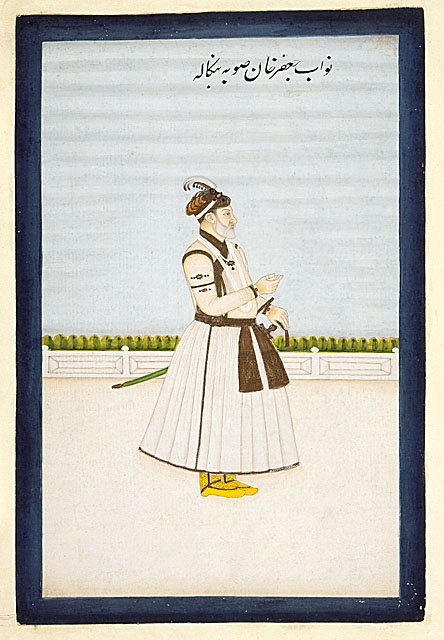
ミール・ジャアファル

ミール・カーシムはミール・ジャアファルに代わる形でベンガル太守となったが、彼もまたイギリスと対立するようになり、1763年2月にイギリスに認められていた自由通関権に干渉しようとしたことから、両者の間で紛争が起きた。そのため、同年7月10日にイギリスはミール・カーシムの廃位と、前太守ミール・ジャアファルの復位を決定した。
なお、ミール・ジャアファルは復位に際し、ミール・カーシムがイギリスと結んだすべての条約を再確認したため、バルダマーン、ミドナープル、チッタゴンの収祖権は完全にイギリスのものとなった。また、新たに加えられた条項では塩への2.5%の関税を除き、イギリス人の貿易は無関税かつ自由にできることを正式に認められた。さらに、司法・行政権は太守に委ねられたが、イギリスの意に反する行動をとらぬよう、首都ムルシダーバードには太守を監視するため駐在官がおかれることとなった。この条約（協定）により、ベンガル太守は帝国の名目的主権下から外され、事実上イギリスの年金受給者となった。
その後、数カ月にわたる戦いののち、イギリスに敗れたミール・カーシムはアワド太守の領土へと亡命した。翌1764年10月、ミール・カーシムはシュジャー・ウッダウラ、皇帝シャー・アーラム2世とともにビハールのブクサールでイギリスと交戦したが敗れた（ブクサールの戦い）。
1765年2月5日、ミール・ジャアファルは死亡し、息子ナジュムッディーン・アリー・ハーンが太守位を継承した。その年の8月にはブクサールの戦いの講和条約アラーハーバード条約が結ばれ、ベンガル・ビハール・オリッサのディーワーニー（徴税権）がイギリスに与えられてしまい、これらの州の支配は事実上イギリスに移った。